# 国际扫盲日
国际扫盲日、國際識讀日是联合国教科文组织在1966年10月26日所召开的第14届代表大会上所制定的節日，日期為每年的9月8日。國際識讀日旨在动员世界各国以及相关国际机构重视文盲现象以提升識字率，并促进世界各国普及初等教育，提高初等教育的水平，使适龄儿童都能上学，达到能够识字的目标；最终达到增进人际沟通，消除歧视，促进文化传播和社会发展的目标；強調「閱讀」與「書寫」對於個人、社區、國家與民族的重要性。

## 識字率
估計全球共有超過7.81億成人沒有基本識字能力，其中三分之二是女性。此外，將近1.03億孩童無法上學，進而無法學習閱讀、書寫和計算。
根據聯合國教科文組織的《2006年全球教育報告》。南亞和西亞是成人識字率最低的地區（58.6%），倒數二、三名分別是撒哈拉非洲地區（59.7%）和阿拉伯世界（62.7%）。全世界識字率最低的國家是布吉納法索（12.8%）、尼日尔（14.4%）和马里共和国（19%）。
聯合國對「識字」的定義為能閱讀和書寫簡單句子的能力，任何語言皆可。因此以上的識字率僅為基本、而非進階的識字能力。

## 識讀日主題
- 2006年国际扫盲日的40周年慶主题是「识字保持社会发展」（英語：Literacy sustains development）。
- 2016年国际扫盲日邁入50周年慶，主題為「英語：」（閱讀過去,書寫未來）。

## 響應機構
- 英國慈善機構「國家讀寫素養基金會（英语：National Literacy Trust）」在2015年配合國際識讀日的「讀寫素養和永續社會」主題，分別和政府、媒體等機構合作，廣泛報導社群的識讀服務與活動。
- 歐洲讀寫政策網路（英語：The European Literacy Policy Network）則是從國際識讀日9月8日起推動「識讀週」（英語：Literacy Week），全歐洲各地不同國家、文化、語言維持一週的閱讀活動，到9月17日閉幕。
- 英國高中圖書館響應國際識讀日將9月定為識讀月，展開為期一個月的閱讀活動。[1]

## 外部連結
- 來自聯合國秘書長安南的訊息 （页面存档备份，存于）（简体中文）PDF格式
- 聯合國教科文組織 - 識字率主題網站（英文）
- Gestures not enough to teach the world（僅靠手勢無法教育這個世界）由Larry Elliott和Victoria Brittain撰寫，刊登在2000年9月8日的《衛報》（英文）